# Jon Phillips
Jon "rejon" Phillips (28 mei 1979, Effingham) is een open source-ontwikkelaar, artiest, ontwerper, schrijver, leraar, lecturer, en heeft meer dan 12 jaar ervaring met het creëren van community's en het werken in de computerwereld. Hij is oprichter en ontwikkelaar van Fabricatorz LLC werkzaam voor klanten als Google, Mozilla en Creative Commons. Hij is gemeenschaps-directeur van het sociaal netwerk-bedrijf StatusNet.

## Leven en werk
In 2002 hielp hij met de lancering van open source tekenprogramma Inkscape. In 2004 richtte hij de Open Clip Art Library op en was medeoprichter van Open Font Library. Met Bassel Safadi bouwde hij het Aiki Framework, dat nu gebruikt door OCAL en OFLB, en medeoprichter van een Aiki Lab-bedrijf dat zich richt op het bouwen op het Aiki Framework. Doceerde design en Technologie aan het San Francisco Art Institute. Hij is medeoprichter van Qi Hardware (Copyleft Hardware) en werkte aan videosynthesizer Milkymist One. Met Isaac Mao en Christopher Adams leidt hij het Sharism-project.